# Kyrketorps församling
För andra betydelser, se Kyrketorps församling (olika betydelser).
Kyrketorps församling var en församling  i Skara stift i nuvarande Töreboda kommun. Församlingen uppgick efter 1571 i Fredsbergs församling.

## Administrativ historik
Församlingen har medeltida ursprung och uppgick efter 1571 i Fredsbergs församling, efter att före dess ingått i samma pastorat.